# Фатьма-султан (дочка Ахмеда I)
Фатьма-султан (1605/або 1606, Стамбул — 1670, там же) — османська політична діячка. Друга дочка османського султана Ахмеда I від його дружини Кесем-Султан. Знана численними політичними шлюбами.

## Біографія
Фатьма Султан народилася в 1605 або 1606 році в Стамбулі в сім'ї османського султана Ахмеда I і його коханої дружини Кесем-Султан. У Фатьми було четверо повнорідних сестер і семеро повнорідних братів.
Фатьма, як і її старша сестра Айше, була відома численними політичними шлюбами, останній з яких мав бути укладений, коли Фатьмі був 61 рік. 

### Шлюби
- У 1624 році Фатьма стала дружиною капітан-і дер'я Чаталджали Хасана-паші, з яким незабаром розлучилася[1].

У 1626 році Кесем планувала видати Фатьму в шлюб з великим візиром Хафизом Ахмедом Пашею, однак той одружитися з її старшою сестрою Айше, яка вже двічі була одружена. . 
- На початку 1626 року[1] Фатьма вступила в шлюб з бейлербеєм Єгипту Кара Мустафу-пашею[5], який був страчений за наказом султана 25 грудня 1628 року[6].

- У 1631 році Фатьма стала дружиною капітан-і дер'я Джанпуладзаде Мустафу-пашею, який був страчений 2 липня 1636 року[1].

У період з 1636 по 1660 рік Фатьма Султан лишалася вдовою і воліла усамітнене життя. 
У грудні 1647 року молодший брат Фатьми, султан Ібрагім I, одружився зі своєю наложницею Хюмашах-султан. Проти цього шлюбу виступила не тільки Фатьма, але і дві її сестри, Айше і Ханзаде, і племінниця Ісміхан. 
Ібрагім, який вирізнявся буйною вдачею, конфіскував їхнє майно й подарував його своїй молодій дружині. Крім того, урізав їм платню, що покладалася всім членам династії: так наложниці Ібрагіма отримували 1000-1300 акче в день, в той час, як його сестри та племінниці отримували тільки 400 акче.
У ніч на 2 вересня 1651 року мати Фатьми, Кесем-Султан, задушили в її покоях прихильники нової валіде Турхан Султан. Хоча достеменно невідомо, чи було вбивство сплановано і здійснено за прямим наказом матері Мехмеда IV. Фатьма була шокована подією і звинувачувала в усьому Турхан, яка була вихованкою сестри Фатьми, Атіке.
- Найпримітнішим шлюбом Фатьми став союз із колишнім великим візиром Мелек Ахмедом-пашею, який був раніше одружений з її племінницею Ісміхан Каї Султан, що померла в 1659 році. На момент укладення шлюбу 29 квітня 1662 року[15] (за іншими даними — в 1660 році[1]) Фатьмі було трохи менш ніж 60 років, Ахмедові — близько 70 років[16]. Шлюб був організований проти бажання обох сторін; Ахмед вважав шлюб покаранням від великого візира Кепрюлю Мехмеда-паші. Сам великий візир, який був затятим прихильником Турхан Султан, жартував, що змусив Ахмеда-пашу годувати слона. У шлюбну ніч Фатьма Султан надала новому чоловікові низку вимог щодо коштів на її утримання і утримання її двору. Ахмед відповів відмовою, вважаючи суму завеликою. Фатьма відповіла, що тоді його чекає розлучення, і він повинен буде повернути посаг[16], що дорівнює сумі податку, що збирається за рік в Єгипті[17]. До справи був залучений великий візир, який зміг залагодити розбіжності між ними[16]. Мелек Ахмед-паша помер 1 вересня 1662 року[1]. Його майно повинно було відійти державі, однак Фатьма Султан, вступивши в конфлікт з великим візиром, закріпила за собою право на всю власність покійного чоловіка[17].

- У 1662/1663 році[5] Фатьма одружилася з візиром Кундакчизаде Канбур Мустафу-пашею, який помер у 1666 році[1].
- У жовтні[1] 1667/1668 року[18] Фатьма пошлюбила Кезбекчи Юсуфа-пашу[19][1].

Фатьма Султан померла в 1670 році в своєму будинку в Стамбулі і була похована в тюрбе батька у мечеті Султанахмет.

## В культурі
- Фатьма Султан є персонажкою турецького серіалу «Величне століття: Кесем-Султан»; роль Фатьми в підлітковому віці виконала Балим Гає Байрак.